# Almogía
Almogía és un municipi d'Andalusia, a la província de Màlaga. Limita al nord amb el municipi d'Antequera, a l'est amb Casabermeja i Màlaga, al sud amb els municipis de Màlaga i Cártama, i a l'oest amb el municipi d'Álora El nucli de població està situat sobre un terreny suau i ondat la màxima altura del qual és la de Sancti Petri (794 m.) Les terres estan banyades pel riu Campanillas i els rierols de Cauche i de les Oliveres. La seva economia se centra en l'agricultura, especialment en l'explotació de l'ametller i l'olivera.

## Història
L'origen d'Almogía és remot; s'han trobat vestigis d'algunes pintures rupestres d'edat prehistòrica en algunes coves del terme municipal; també s'han trobat restes de la presència romana en diversos punts del poble, però no és fins a la dominació musulmana quan es crea el nucli de població actual al voltant del castell, del que actualment només queden unes restes de la torre de la vela. El nom d'Almogía en àrab era Al-Mexia, que segons versions distintes de dos historiadors, un es decanta per la derivació del nom d'una tribu amaziga del llinatge dels al-mexies, i uns altres afirmen que vol dir «la Bella».